# جيمس ماكدوغال هارت
جيمس ماكدوغال هارت (بالإنجليزية: James McDougal Hart)‏ (10 مايو 1828-24 أكتوبر 1901) هو رسام اسكتلندي أمريكي للمناظر الطبيعية والماشية لمدرسة نهر هدسون.